# Eutichurus furcifer
Eutichurus furcifer là một loài nhện trong họ Miturgidae.
Loài này thuộc chi Eutichurus. Eutichurus furcifer được Otto Kraus miêu tả năm 1955.